# Forever (single van Orleans)
Forever is een single van Orleans. Het is de tweede single afkomstig van hun album Forever. Het plaatje haalde de Billboard Hot 100 niet. Het haalde wel een 24e plaats in de gelieerde Adult Contemporary-lijst. Andere verkoopcijfers zijn niet bekend.
De B-kant Everybody needs some music was afkomstig van dezelfde elpee.